# Баянов, Рим Галеевич
Рим Галеевич Бая́нов (баш. Рим Ғәли улы Баянов; 15 января 1930, Чекмагуш, Башкирская АССР — 10 февраля 1996, Салават, Башкортостан) — актёр Салаватского драматического театра. Народный артист Башкирской АССР (1980).

## Биография
Баянов Рим Галеевич родился 15 января 1930 года в деревне Чекмагуш Белебеевского кантона БАССР (ныне — Чекмагушевский район РБ).
В 1950 году окончил Башкирское театрально-художественное училище (педагог К. Ф. Гадельшина) в Уфе.
С 1953 по 1990 годы работал актёром Салаватского драматического театра. В 1969—1975 году работал режиссёром и главным режиссёром театра. В 1972—1974 года исполнял обязанности директора театра, в 1985—1990 году — зав. лит. частью театра.
Как режиссёр поставил в Салаватском театре спектакли по драмам И. А. Абдуллина, К. М. Акбашева, Н.Асанбаева, Мирзагитова, М. А. Хайдарова и др.

## Роли в спектаклях
Гарай («Райхан» Н.Исанбета; дебют, 1953), Фахри («Ҡара йөҙҙәр» — «Черноликие» Г.Амири и В. Г. Галимова по повести М.Гафури), Бахтигарей (драма), Тайфур («Әсәләр көтәләр улдарын» — «Матери ждут сыновей»; обе — А. М. Мирзагитова), Дервиш («Ай тотолган тондэ»), Умар («Ырғыҙ» — «Иргиз» по роману Х. Л. Давлетшиной), Наджми («Сәйер кеше» — «Чудак» Н.Хикмета), Бергойна («Иблес шәкерте» — «Ученик дьявола» Б.Шоу), Эзоп в России («Ҡол Эзоп» — «Раб Эзоп» по пьесе «Лиса и виноград» Г.Фигейреду).

## Награды и звания
- Народный артист Башкирской АССР (1980)
- Заслуженный артист Башкирской АССР (1974)